# Sucessão de Estados
Sucessão de Estados é uma teoria em relações internacionais quanto ao reconhecimento e aceitação de um novo Estado criado por outros Estados, baseado em uma relação histórica percebida que o novo Estado possui com o Estado anterior. A teoria tem suas raízes na diplomacia do século XIX.
Sucessão pode se referir a transferência de direitos, obrigações, e/ou propriedade de um Estado anteriormente bem estabelecido (o Estado predecessor) ao novo (o Estado successor). Transferência de direitos, obrigações, e propriedade podem incluir ativos estrangeiros (embaixadas, reservas monetárias, artefatos de museus), participação em tratados, organizações internacionais, e dívidas. Frequentemente um Estado escolhe aos poucos se quer ou não ser considerado o estado sucessor.
Em uma tentativa de codificar as regras para a sucessão de Estados, uma Convenção em Viena fez um esboço em 1978. Ele entrou em vigor em 6 de novembro de 1996.